# Liste der Biografien/Becki
Liste der Biografien |
Portal Biografien |
Personensuche
# |
A |
B |
C |
D |
E |
F |
G |
H |
I |
J |
K |
L |
M |
N |
O |
P |
Q |
R |
S |
T |
U |
V |
W |
X |
Y |
Z |
?
 
Ba |
Be |
Bd |
Bg |
Bh |
Bi |
Bj |
Bl |
Bm |
Bn |
Bo |
Br |
Bs |
Bu |
Bw |
By |
Bz
 
Bea–Beb |
Bec |
Bed |
Bee |
Bef |
Beg |
Beh |
Bei |
Bej |
Bek |
Bel |
Bem |
Ben |
Beo |
Bep |
Beq |
Ber |
Bes |
Bet |
Beu |
Bev |
Bew |
Bex |
Bey |
Bez
 
Beca |
Becc |
Bece |
Bech |
Beci |
Beck |
Becl |
Becm |
Becn |
Beco |
Becq |
Becr |
Becs |
Bect |
Becu |
Becv |
Becz
 
Becka |
Beckb |
Becke |
Beckf |
Beckh |
Becki |
Beckj |
Beckl |
Beckm |
Beckn |
Becko |
Beckr |
Becks |
Becku |
Beckw |
Beckx |
Becky
Die Liste der Biografien führt alle Personen auf, die in der deutschsprachigen Wikipedia einen Artikel haben. Dieses ist eine Teilliste mit 15 Einträgen von Personen, deren Namen mit den Buchstaben „Becki“ beginnt.

## Becki

### Beckin
- Becking, Bob (* 1951), niederländischer Alttestamentler und Universitätsprofessor
- Becking, Frank (* 1955), deutscher Rockmusiker
- Becking, Gustav (1894–1945), deutscher Musikwissenschaftler und Professor
- Becking, Horst (* 1937), deutscher Maler
- Becking, Jan-Hendrik (1924–2009), niederländischer Mikrobiologe, Pflanzenphysiologe und Ornithologe
- Becking, Johannes Hendrikus (1890–1972), niederländischer Forstwissenschaftler und Botaniker
- Becking, Lourens Gerhard Marinus Baas (1895–1963), niederländischer Botaniker und Mikrobiologe
- Beckingham, Peter (* 1949), britischer Diplomat
- Beckington, Alice (1868–1942), US-amerikanische Malerin
- Beckington, Thomas († 1465), englischer Geistlicher und Bischof von Bath und Wells
- Beckinsale, Kate (* 1973), britische SchauspielerinKate Beckinsale (* 1973)

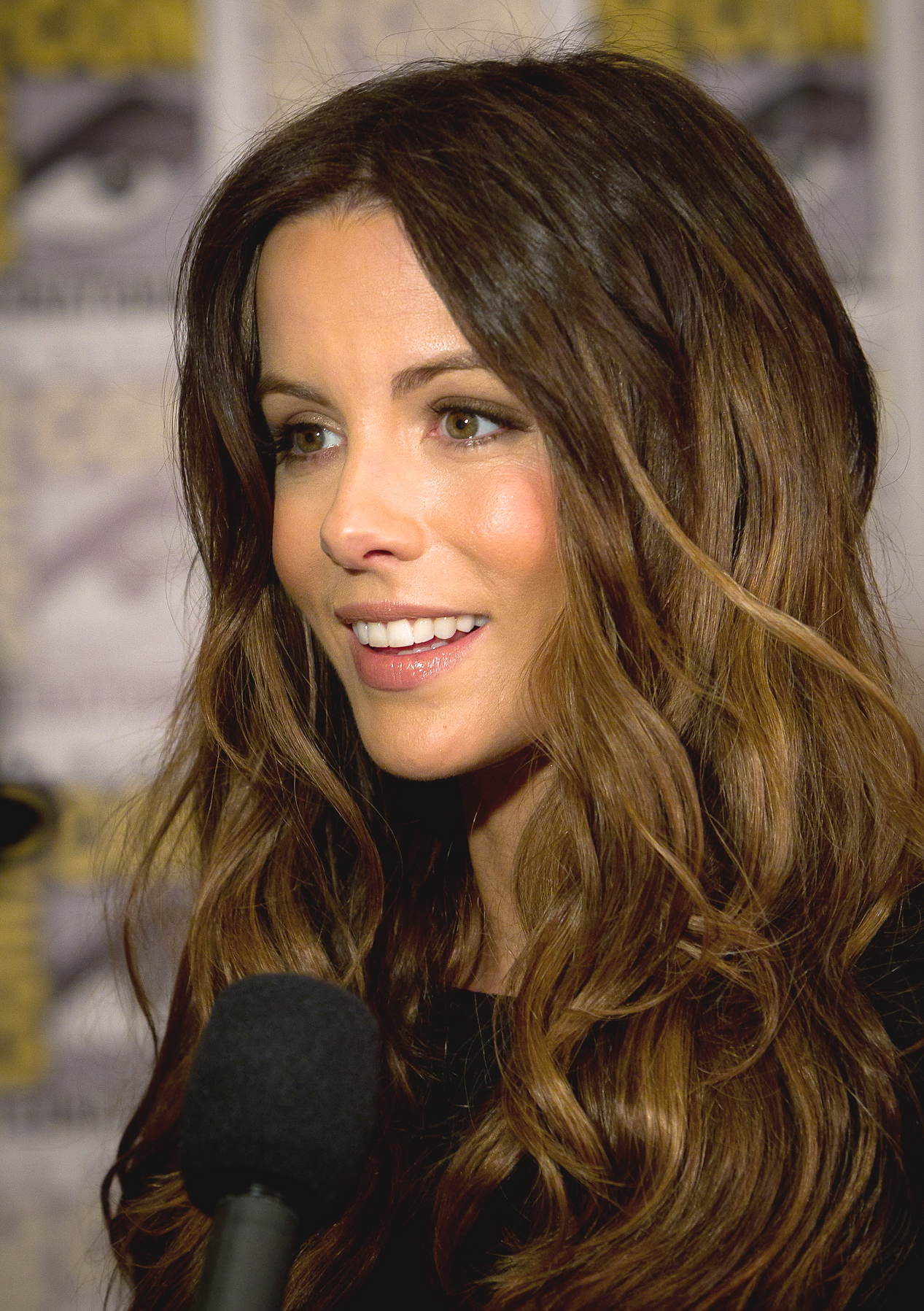
Kate Beckinsale (* 1973)

- Beckinsale, Richard (1947–1979), britischer Schauspieler
- Beckinsale, Samantha (* 1966), britische Schauspielerin

### Beckit
- Beckitt, Gerganiya (* 1940), australische Schwimmerin

### Beckiu
- Beckius, Jean-Pierre (1899–1946), in Luxemburg geborener Maler